# Gustav-Linie

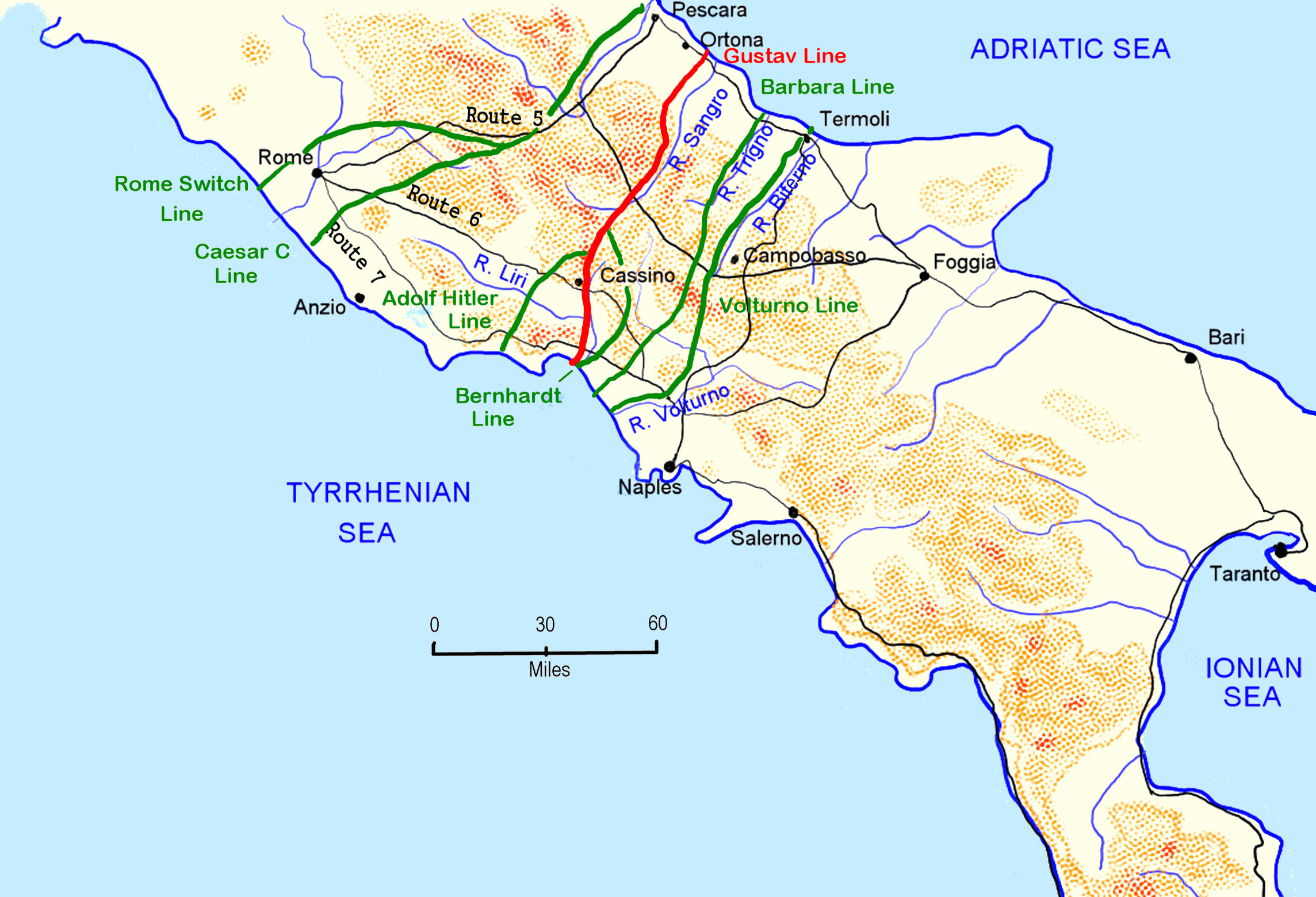
Die verschiedenen Verteidigungs-Linien 1943 (Gustav-Linie in Rot)

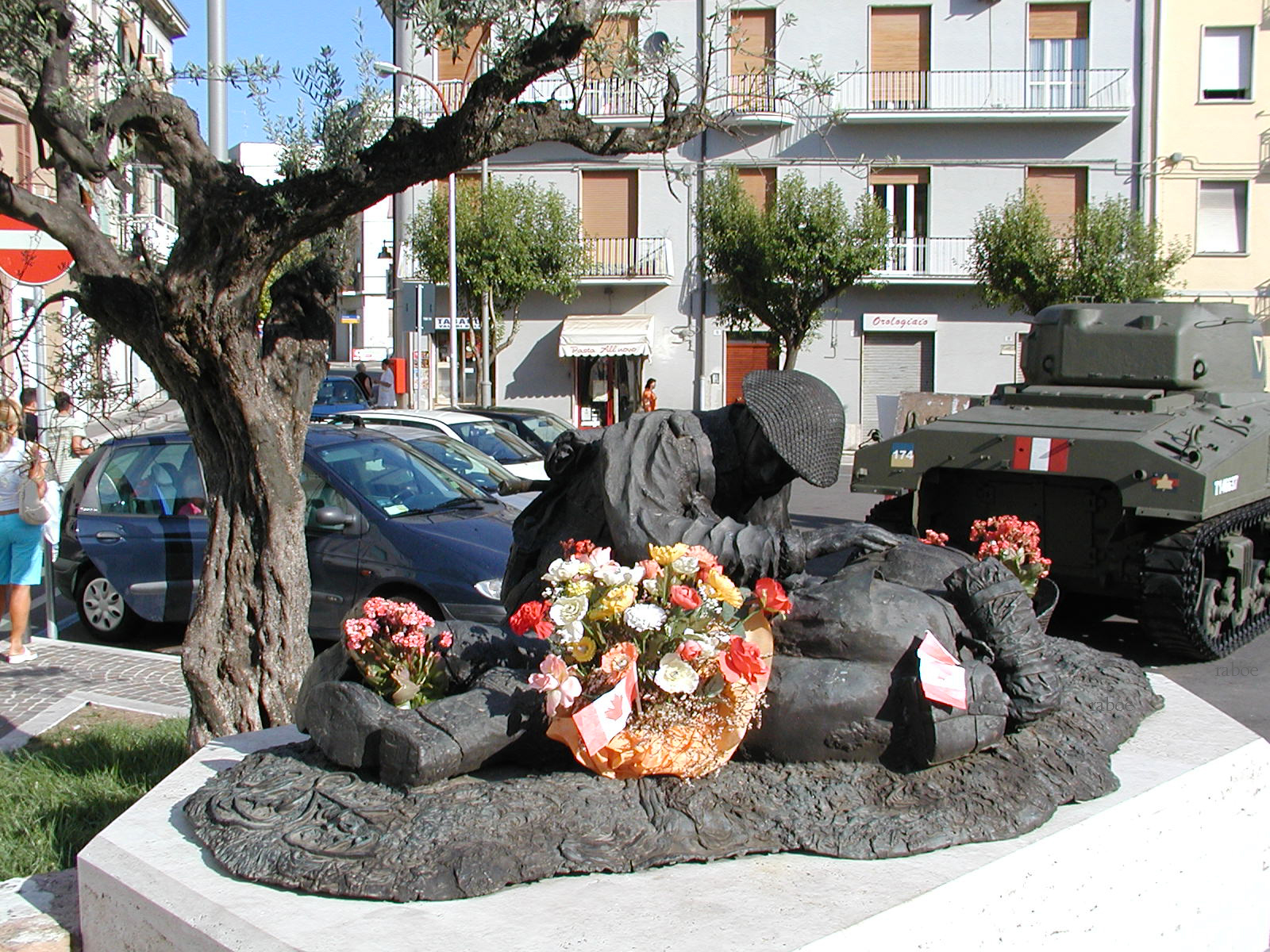
Ein Denkmal für die kanadischen Gefallenen in Ortona

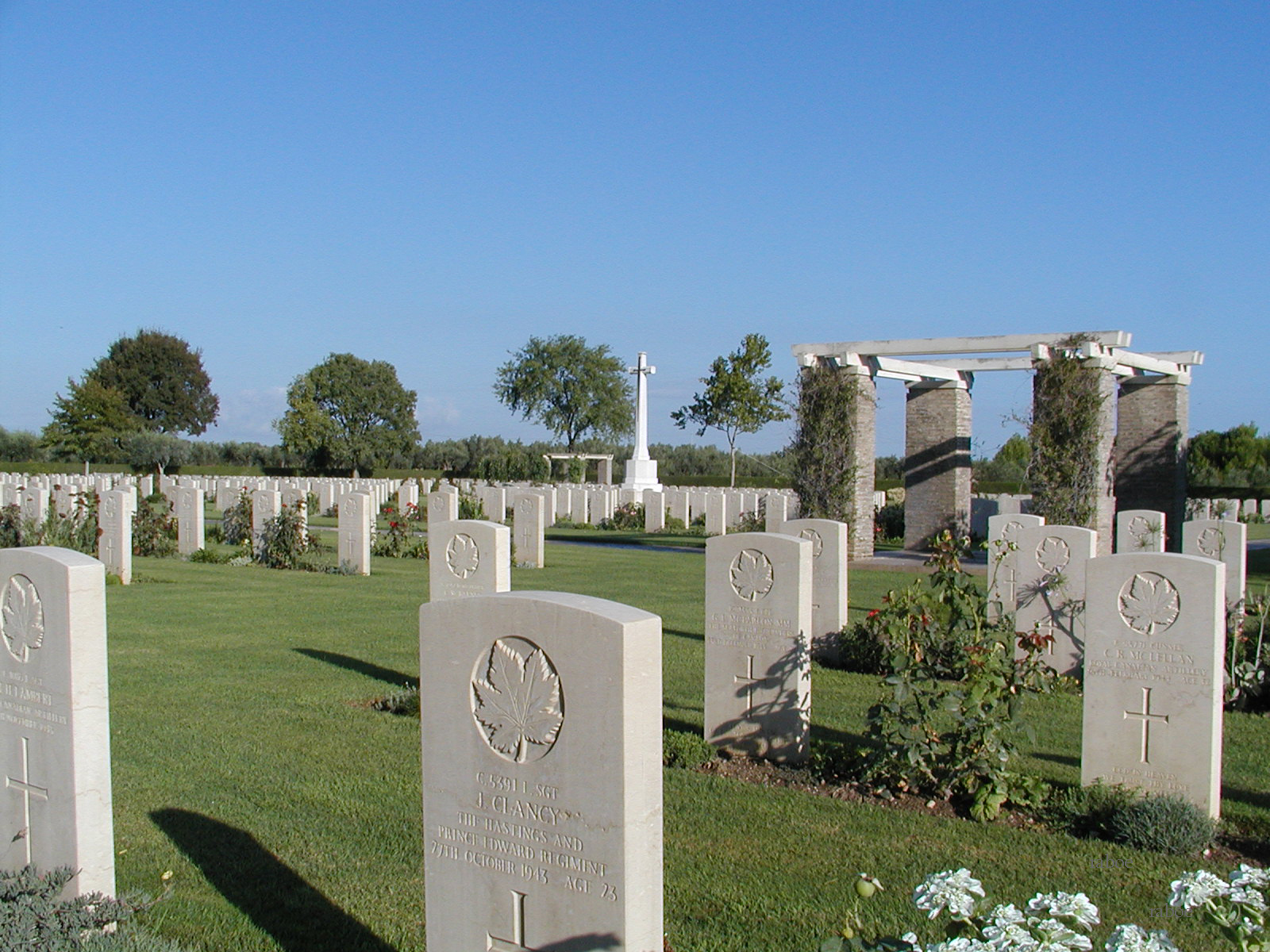
Kanadische Gefallene der Gustav-Linie auf dem Soldatenfriedhof bei Ortona

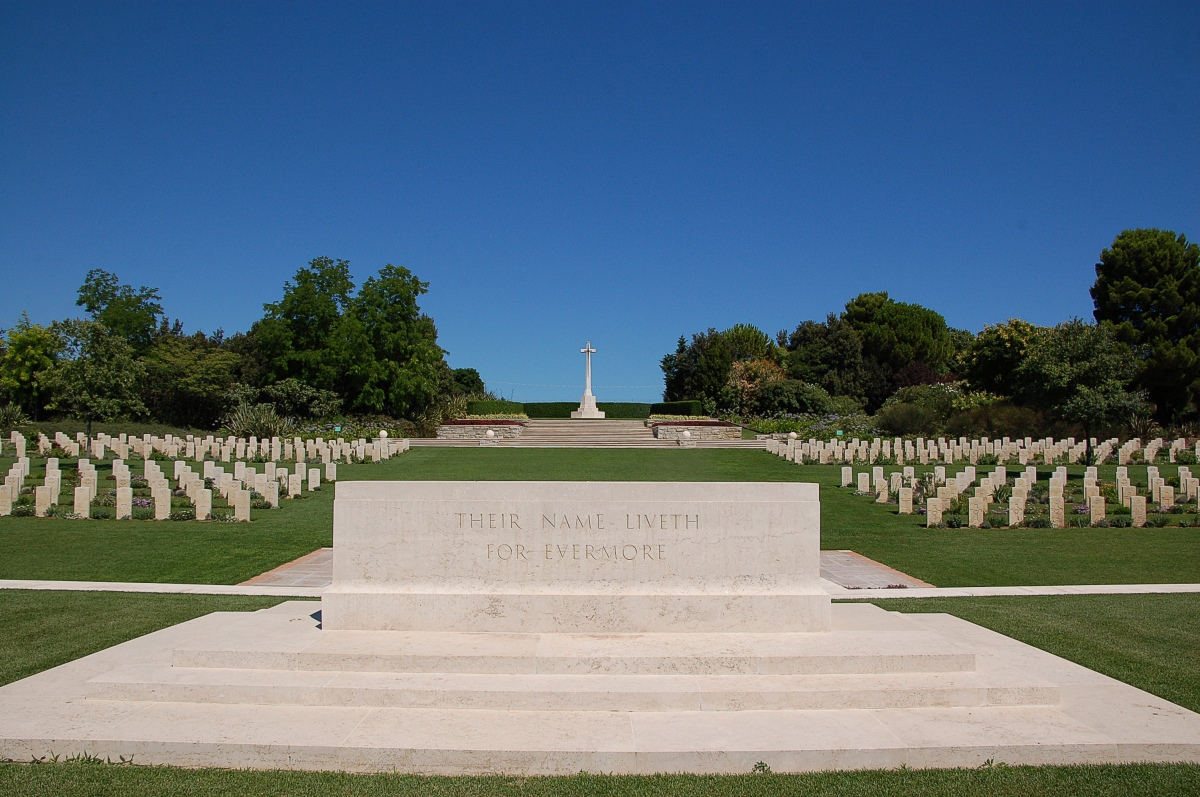
Britische Gefallene der Gustav-Linie auf dem Soldatenfriedhof „Torino di Sangro“ am Fluss Sangro

Gustav-Linie ist der Codename für eine Verteidigungslinie, die von der Organisation Todt während des Italienfeldzugs im Zweiten Weltkrieg in Mittelitalien errichtet wurde. Nachdem die Alliierten im Rahmen ihrer Invasion in Italien am 9. September 1943 mit der Operation Avalanche im süditalienischen Salerno gelandet waren, zog sich die deutsche Wehrmacht nach Norden auf die so genannte „Gustav-Linie“, ungefähr 100 Kilometer südlich von Rom, zurück. Diese verlief von der Mündung des Garigliano ins Tyrrhenische Meer flussaufwärts über den Monte Cassino bis ins Quellgebiet des Rapido in nahezu 2000 Metern Höhe, zog sich über Roccaraso und den Kamm des Apennin nach Casoli hin und endete an der Adria zwischen Ortona und Vasto. 
Die Schlachten um diese Linie gelten als Schwerpunkte der Kämpfe in Italien. Die Gustav-Linie wurde von den deutschen Truppen erst im Mai 1944, am Ende der fünf Monate dauernden Schlacht um Monte Cassino aufgegeben; sie zogen sich zur weiter nördlich gelegenen Hitler-Linie zurück, die nach der Schlacht um Monte Cassino in Senger-Linie umbenannt wurde, nach General von Senger und Etterlin.

## Schlacht um Ortona
Im Ostteil der Verteidigungslinie bei Ortona standen sich ab Oktober 1943 die 1. kanadische Infanteriedivision, das deutsche Panzergrenadierregiment 361 sowie die Fallschirmjäger der 1. Fallschirmjägerdivision unter Oberst Herrmann bzw. Generalleutnant Heidrich gegenüber. Die erste große Schlacht, die vier Tage dauerte, brachte den Kanadiern kein Durchkommen. Anfang Dezember kam den Kanadiern die britische 8. Armee unter Führung des britischen Generals Montgomery zu Hilfe. Trotz des Einsatzes großer Mengen von Artillerie, der Luftüberlegenheit und der Unterstützung durch schwerste Schiffsartillerie von See seitens der Alliierten wurde auch der nächste, sieben Tage dauernde Angriff von den deutschen Truppen abgewehrt. Der deutsche Abwehrriegel um Ortona hielt bis Ende Dezember 1943 weiteren Angriffen stand. Nach Weihnachten drangen Briten und Kanadier nach Ortona vor und eroberten die Stadt nach tagelangem Häuserkampf, wobei ein Großteil der Stadt stark beschädigt wurde.
Der weitere Vormarsch der Alliierten auf der Ostseite der Gustav-Linie kam nur schleppend voran, da als Nächstes die „Cäsar-Linie“ Rom–Pescara zu überwinden war. Erst als sich ab Mai 1944 die deutsche Heeresgruppe C langsam hinter die 320 Kilometer lange Apennin-Stellung zurückzog, konnten auch die Städte an der mittleren Adria genommen werden. Dabei fanden heftige Kämpfe um Ancona und Bologna statt. Die Apennin-Stellung wurde „Gotenstellung“ genannt (auch Goten-Linie oder Gneisenau-Stellung, ab Mai 1944 dann „Grüne Linie“); sie erstreckte sich von La Spezia im Westen über die Berge des Apennin bis nach Rimini an der Adriaküste im Osten.
Die Schlacht bei Ortona wird von der kanadischen Armee als eine der größten Schlachten ihrer Geschichte angesehen. Die gefallenen Kanadier wurden auf einem für sie im Januar 1944 angelegten Soldatenfriedhof bei Ortona beigesetzt. Auf diesem „Moro River Canadian War Cemetery“ in der Provinz von Chieti sind neben etwa 1.400 kanadischen auch 170 britische, 40 neuseeländische und südafrikanische sowie 50 unbekannte Soldaten bestattet. 20.057 deutsche Gefallene wurden 1955 von zahlreichen kleinen Soldatenfriedhöfen der Umgebung in den etwa drei Kilometer nördlich der Stadt Cassino gelegenen deutschen Soldatenfriedhof Cassino umgebettet. 27.443 Wehrmachtsoldaten, die während der Rückzugsschlachten und Luftangriffe in den Provinzen Pescara, Chieti und L’Aquila starben, wurden auf dem deutschen Soldatenfriedhof Pomezia (etwa 30 Kilometer südöstlich von Rom) beigesetzt.